# Caballero (film)
Pour les articles homonymes, voir Caballero.
Pour plus de détails, voir Fiche technique et Distribution.
Caballero (The Gay Defender) est un film américain réalisé par Gregory La Cava, sorti en 1927.

## Synopsis
Inconnu.

## Fiche technique
- Titre original : The Gay Defender
- Titre français : Caballero
- Réalisation : Gregory La Cava
- Scénario : Grover Jones, Ray Harris, Herman J. Mankiewicz, George Marion Jr., Sam Mintz et Kenneth Raisbeck
- Photographie : Edward Cronjager
- Société de production : Paramount Pictures
- Pays d'origine : États-Unis
- Format : Noir et blanc - 1,33:1 - Film muet
- Genre : drame
- Date de sortie : 1927

## Distribution
- Richard Dix : Joaquin Murrieta
- Thelma Todd : Ruth Ainsworth
- Fred Kohler : Jake Hamby
- Jerry Mandy : Chombo
- Robert Brower : Ferdinand Murrieta
- Frances Raymond : Tante Emily
- Ernie Adams : Bart Hamby